# Antiquorum habet fida relatio

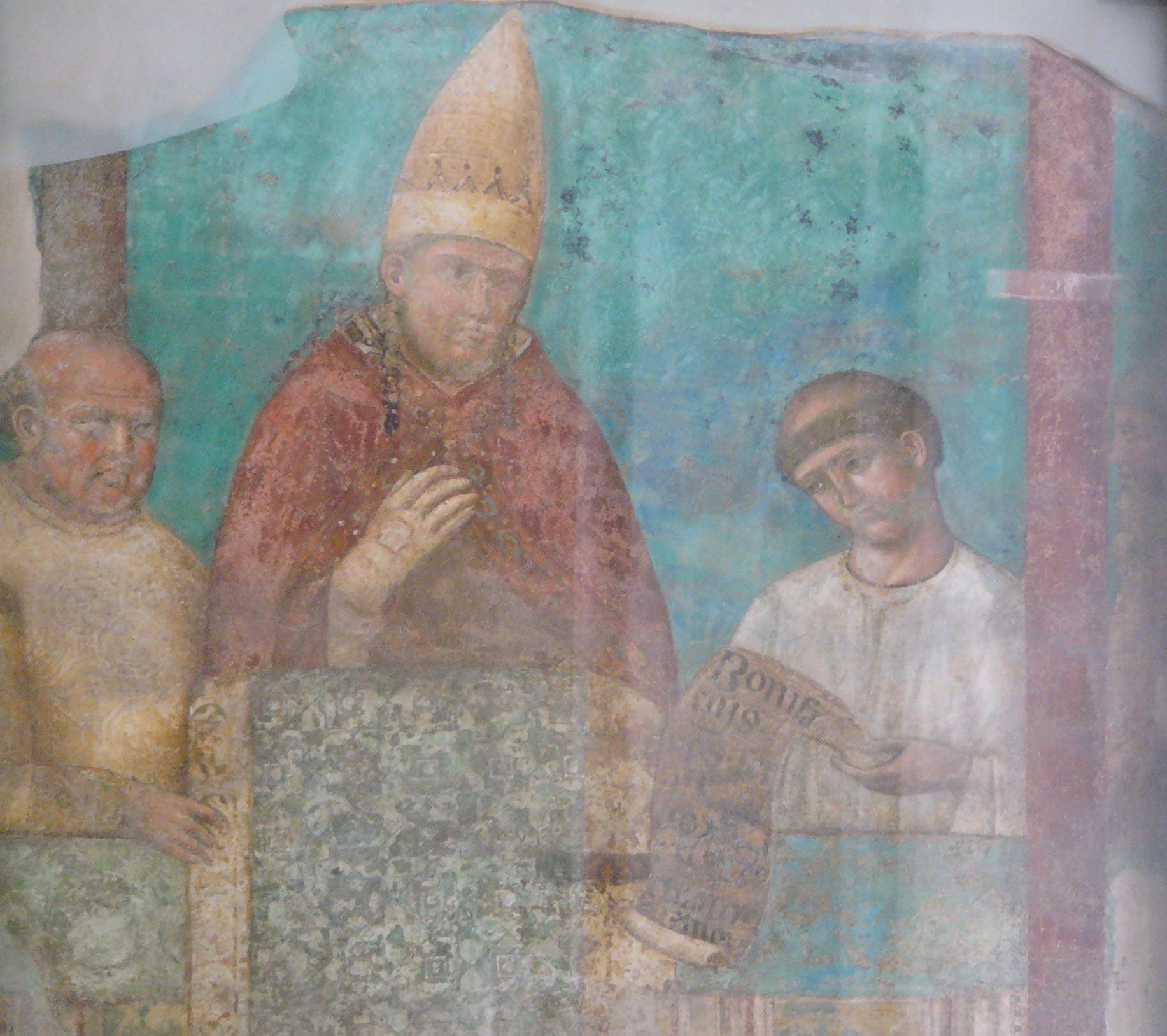
Verkündung des ersten Heiligen Jahres durch Bonifatius VIII. im Jahr 1300 (Freskofragment von Giotto in der Lateransbasilika)

Antiquorum habet fida relatio (deutsch: Ein glaubwürdiger Bericht der Alten) ist der Name einer päpstlichen Bulle; mit diesem Apostolischen Schreiben rief Papst Bonifatius VIII. am 22. Februar 1300 ein Jubeljahr (Heiliges Jahr) aus.

## Geschichte
Bonifatius VIII. hatte mit großem Interesse die Pilgerschar beobachtet, die sich 1299 zum Jahrhundertwechsel in Rom versammelt hatte. Hieraus entwickelte er den Gedanken, für die Christenheit ein besonderes Jahr auszurufen. In seinem Schreiben griff er auf das Alte Testament zurück. Das alttestamentliche Judentum kannte nach dem Buch Levitikus 25,8–13  das „Jobeljahr“ nach siebenmal sieben Jahren. Damals bestimmte der Papst, es solle „von nun an für die Christenheit alle 100 Jahre ein Jubeljahr geben, ein Jahr der Versöhnung mit Gott und allen Menschen, ein Jahr, das Gnadenjahr genannt werden soll.“
Mit dieser Bulle berief er für das Jahr 1300 das „Jahr der Demut und Umkehr“. Es wurde festgelegt, dass mit diesem Jahr ein vollkommener Ablass verbunden sei. Voraussetzung hierfür sei der Besuch des Petersdomes in Rom, der Empfang des Bußsakramentes und die Teilnahme an der Eucharistiefeier. Mit dieser Ausrichtung eines Jubeljahres verfolgte Bonifatius VIII. auch einen politischen und wirtschaftlichen Zweck, der schließlich, nach seiner Überzeugung, zur Festigung des Glaubens beitragen sollte.